# C/1882 F1
C/1882 F1是一顆1882年肉眼可見的彗星。由於其非凡的亮度，它被認為是大彗星之一。

## 觀測史
1882年3月18日上午，查爾斯·S·威爾斯（Charles S. Wells）在紐約奧爾巴尼的達德利天文台發現這顆彗星，他描述為“小而明亮”。起初一切都沒有改變，達德利天文台台長劉易斯·博斯在發現彗星兩天後指出，這顆彗星看起來「就像一顆大彗星的縮小版」。此時彗星的亮度約為8星等。
隨著這顆彗星與地球和太陽的距離縮短，整個四月人們都對它進行了密集的望遠鏡觀測。5月下旬，這顆彗星達到了距離地球最近的位置。到了月底，彗星亮度逐漸增加，首次可以用肉眼觀察到它；尾巴的長度達到了近1°。
這顆彗星從六月初開始向南移動穿過天空，並迅速接近太陽，亮度增加至約0星等，但它從未成為天空中足夠突出的天體而引起廣泛關注。這是因為北半球的觀察者只能在黃昏時短暫地看到它。
然而，白晝時幾位天文學家設法在太陽旁邊觀察這顆彗星。6月6日中午前，天文學家在奧爾巴尼使用儀器很難看到這顆彗星。愛德華·沃爾特·蒙德於6月8日在皇家格林威治天文台用望遠鏡觀察它，當時它呈現出與火星相似的外觀，而約翰·弗里德里希·朱利葉斯·施密特則於6月10日下午在雅典觀察彗星。
（世界標準時間）6月10日晚上11:30左右，這顆彗星以2.6°的距離掠過太陽，並在大約一小時後穿過其軌道上距太陽最近的點。然後開始向東移動，於是南半球觀測者可以看到彗星。
威廉·亨利·芬利（William Henry Finlay）從6月14日起在好望角皇家天文台觀測到了它。約翰·特布特從6月15日起在澳大利亞南威爾斯溫莎觀測到它。此時亮度已降至2等，尾巴仍約2°長。
從七月到八月，這顆彗星仍然是地平線上方的一個難以辨認的暮色天體。施密特在8月初就能夠看到它；最後一次觀測是芬利在8月16日晚上進行的。
這顆彗星的最大亮度約為0等。在白天出現時，彗星亮度可能達到-6等。